# Limites planétaires

Les limites planétaires et leur dépassement en 2023. Le cercle en pointillés représente l'estimation des limites de durabilité et les zones colorées l'estimation de leur état fin 2023, la couleur orange représentant un dépassement. Les neuf limites planétaires sont, dans le sens antihoraire et en partant du haut :
(1) Changement climatique ;
(2) Érosion de la biodiversité ;
(3) Modifications des usages des sols ;
(4) Utilisation d’eau douce ;
(5) Perturbation des cycles biochimiques de l'azote et du phosphore ;
(6) Acidification des océans ;
(7) Aérosols atmosphériques;
(8) Diminution de la couche d’ozone ;
(9) Pollution chimique (nouvelles entités).

Les limites planétaires sont les seuils que l'humanité ne devrait pas dépasser pour ne pas compromettre les conditions favorables dans lesquelles elle a pu se développer et pour pouvoir durablement vivre dans un écosystème sûr, c’est-à-dire en évitant les modifications brutales et difficilement prévisibles de l'environnement planétaire.
Ce concept a été proposé par une équipe internationale de vingt-six chercheurs et publié en 2009. Il a depuis été mis à jour par des publications régulières.
Il consiste en neuf limites planétaires, dont huit sont chiffrées par les chercheurs et six sont déjà franchies. Neuf processus sont retenus comme limites, car ensemble ils remettent en cause la stabilité de la biosphère : le changement climatique, l’érosion de la biodiversité, la perturbation des cycles biogéochimiques de l’azote et du phosphore, les changements d'utilisation des sols, l’acidification des océans, l’utilisation mondiale de l’eau, l’appauvrissement de la couche d'ozone, l'introduction d’entités nouvelles dans l’environnement (pollution chimique) et l'augmentation des aérosols dans l’atmosphère.

## Définition

### Terminologie
Certains auteurs préfèrent utiliser l'expression de frontières planétaires, qui constitue selon eux une traduction correcte de l'anglais boundaries. Dans un contexte de vulgarisation, ils expliquent notamment qu'une frontière peut être franchie, pas une limite.

### Contenu du concept
Les limites planétaires sont des seuils à l'échelle mondiale à ne pas dépasser pour que l’humanité puisse vivre dans un écosystème sûr, c’est-à-dire évitant les modifications brutales, non-linéaires, potentiellement catastrophiques et difficilement prévisibles de l’environnement. Le concept de limites planétaires est défini en 2009 par une équipe internationale de 26 chercheurs, menés par Johan Rockström du Stockholm Resilience Centre (en) et Will Steffen de l'université nationale australienne, dans un article publié dans les revues Nature et Ecology and Society (en). Parmi ces chercheurs figurent notamment le climatologue James E. Hansen (directeur du Goddard Institute for Space Studies de la NASA, pionnier des recherches sur le changement climatique), Paul Crutzen (prix Nobel de chimie 1995), le climatologue allemand Hans Joachim Schellnhuber (fondateur du Potsdam-Institut für Klimafolgenforschung et conseiller du gouvernement allemand et de la Commission européenne sur le réchauffement climatique) et le géographe belge Éric Lambin.
Depuis, l'estimation des limites planétaires a été affinée par plusieurs études scientifiques,,.
Neuf limites planétaires sont définies. Pour chaque limite, un indicateur et une valeur seuil sont estimés en quantité émise ou extraite de l’environnement. 
Six de ces limites sont en 2023 considérées comme dépassées, :
1. Changement climatique :  
  1. Concentration en CO2 : concentration atmosphérique en CO2 inférieure à 350 ppm ;
  2. Forçage radiatif : une variation maximale de +1 W/m2 du forçage radiatif.
2. Intégrité de la biosphère :
  1. Biodiversité génétique : la limite fixée à taux d’extinction de dix espèces sur un million par an (le taux « normal » est d'environ une espèce sur un million par an)[5]. Or, le taux actuel d’extinction planétaire serait de cent à mille espèces sur un million par an[9]. Ces disparitions ont des impacts majeurs sur les écosystèmes et sur les fonctions qui ne sont plus remplies par les espèces disparues.
  2. Intégrité fonctionnelle : dont la perturbation est mesuré par la part de production primaire nette utilisée par l'humanité. La limite est fixée à 10% de sa valeur pré-industrielle. Cette part est de 30% en 2023[1].
3. Modifications de l'occupation des sols : estimées à partir de la surface forestière ; la limite est fixée à 70 % de la surface de forêt avant défrichement par l'humanité[5] ;
4. Utilisation d’eau douce : Mesuré par la proportion de surface de la terre où les eaux de surfaces et des sols sont déviées de leur cycle naturel. Les limites sont fixées aux valeurs hautes (95ème centile) des valeurs pré-industrielles[10].
  1. Pour l'eau bleu (eau de surface) : La limite est estimée à 10,2%[10]. En 2023, la valeur est de 18,2%[10].
  2. Pour l'eau verte (humidité des sols) : La limite est estimée à 11,1%[10]. En 2023, la valeur est de 15.8%[10] ;
5. Perturbation des cycles biochimiques de l'azote et du phosphore : 
  1. Cycle de l'azote : limite à la fixation industrielle et agricole de N2 à 62 Tg/an
  2. Cycle du phosphore : apport annuel de phosphore aux océans inférieur à dix fois le lessivage naturel du phosphore.  La modification des cycles de l’azote et du phosphore contenu dans les sols résulte notamment de l’agriculture et de l’élevage intensifs. L’usage d’engrais et les déjections issues de l’élevage contribuent à perturber ces cycles indispensables au bon état des sols et des eaux ;
6. Introduction de nouvelles entités dans l'environnement (métaux lourds, composés organiques synthétiques[11],[6], composés radioactifs[12]) facteurs de pollution ;

Trois limites planétaires ne sont pas franchies à l'échelle de la planète en 2023 :
1. Diminution de la couche d’ozone stratosphérique : réduction inférieure à 5 % dans la concentration en ozone par rapport au niveau pré-industriel de 290 unités Dobson ;
2. Acidification des océans : taux moyen de saturation de l'eau de mer de surface en aragonite supérieur ou égal à 80 % du niveau pré-industriel ;

1. Concentration en aérosols atmosphériques.

Les auteurs insistent sur les interactions entre ces limites (synergies possibles). Le concept de « limites planétaires » permet de définir le planetary playing field  (« terrain de jeu planétaire ») dans les limites duquel l'humanité pourrait vivre en sécurité (du point de vue de la durabilité des ressources naturelles et des services écosystémiques).
| Dimension                                             | Dimension                                             | Mesure | Limite planétaire                                                         | Valeur actuelle (2023)                                                    | Limite dépassée ?                      |
| ----------------------------------------------------- | ----------------------------------------------------- | --- | ------------------------------------------------------------------------- | ------------------------------------------------------------------------- | -------------------------------------- |
| Réchauffement climatique                              | Concentration de CO2                                  | Concentration de CO2 dans l'atmosphère (ppm) | max. 350 ppm                                                              | 417 ppm                                                                   | oui                                    |
| Réchauffement climatique                              | forçage radiatif                                      | forçage radiatif (W/m2) | max. +1,0 W/m2                                                            | +2,91 W/m2                                                                | oui                                    |
| Acidification des océans                              | Acidification des océans                              | Taux de saturation moyenne globale de l’aragonite dans les eaux de surface (noté Ωarag)                                                                         | min. 2,75 (80 % du niveau pré-industriel)                                 | 2,8 (en 2000, 84 % du niveau pré-industriel)                              | non                                    |
| Diminution de l'ozone stratosphérique                 | Diminution de l'ozone stratosphérique                 | Concentration de l'ozone stratosphérique (unité Dobson) | min. 275 DU                                                               | 220–450 DU                                                                | non (régional et dans le temps)        |
| Charge en aérosols atmosphériques                     | Charge en aérosols atmosphériques                     | Différence interhémisphérique de l'épaisseur optique des aérosols                                                                                               | 0.1 (moyenne annuelle de la différence interhémisphérique)                | 0.076                                                                     | non (régionalement en Asie du Sud-est) |
| Cycles biogéochimiques                                | Cycle du phosphore                                    | Mondial : entrée du phosphore dans les océans (téragrammes par an) Régional : Entrée du phosphore dans les systèmes aquatiques à eau douce (téragrammes par an) | Mondial : max. 11 Tg/an Régional: max. 6,2 Tg/an                          | Mondial : 22 Tg/an Régional: 14 Tg/an                                     | oui                                    |
| Cycles biogéochimiques                                | Cycle de l'azote                                      | Fixation biologique industrielle et intentionnelle de l'azote (téragrammes par an)                                                                              | max. 62 Tg/an                                                             | 150–180 Tg/an                                                             | oui                                    |
| Consommation d'eau douce                              | eaux de surface (eau bleue)                           | Proportion de la Terre où les eaux de surfaces sont déviées de leur cycle naturel.                                                                              | max. 10,2%                                                                | 18,2%.                                                                    | oui                                    |
| Consommation d'eau douce                              | Eaux des sols (eau verte),                            | Proportion de la terre où les eaux des sols sont déviées de leur cycle naturel.                                                                                 | max. 11,1%                                                                | 15.8%                                                                     | oui                                    |
| Changement d'usage des sols                           | Changement d'usage des sols                           | Part de la forêt originelle | min. 75 %                                                                 | 62 %                                                                      | oui                                    |
| Intégrité de la biosphère                             | Diversité génétique                                   | Taux d'extinction : Nombre d'extinctions par million d'espèce et par an (E/MEA)                                                                                 | max. 10 E/MEA                                                             | 100–1 000 E/MEA                                                           | oui                                    |
| Intégrité de la biosphère                             | Intégritéfonctionnelle                                | Part de production primaire nette utilisée par l'humanité | max. 10 %                                                                 | 30%                                                                       | oui                                    |
| Introduction d'entités nouvelles dans l'environnement | Introduction d'entités nouvelles dans l'environnement | Concentration de substances toxiques, de plastiques, de perturbateurs endocriniens, d'éléments-traces métalliques et contamination radioactive                  | Une étude de 2022 quantifie cette limite et estime qu'elle est dépassée,. | Une étude de 2022 quantifie cette limite et estime qu'elle est dépassée,. | oui,                                   |

## Historique

### Définition initiale de 2009

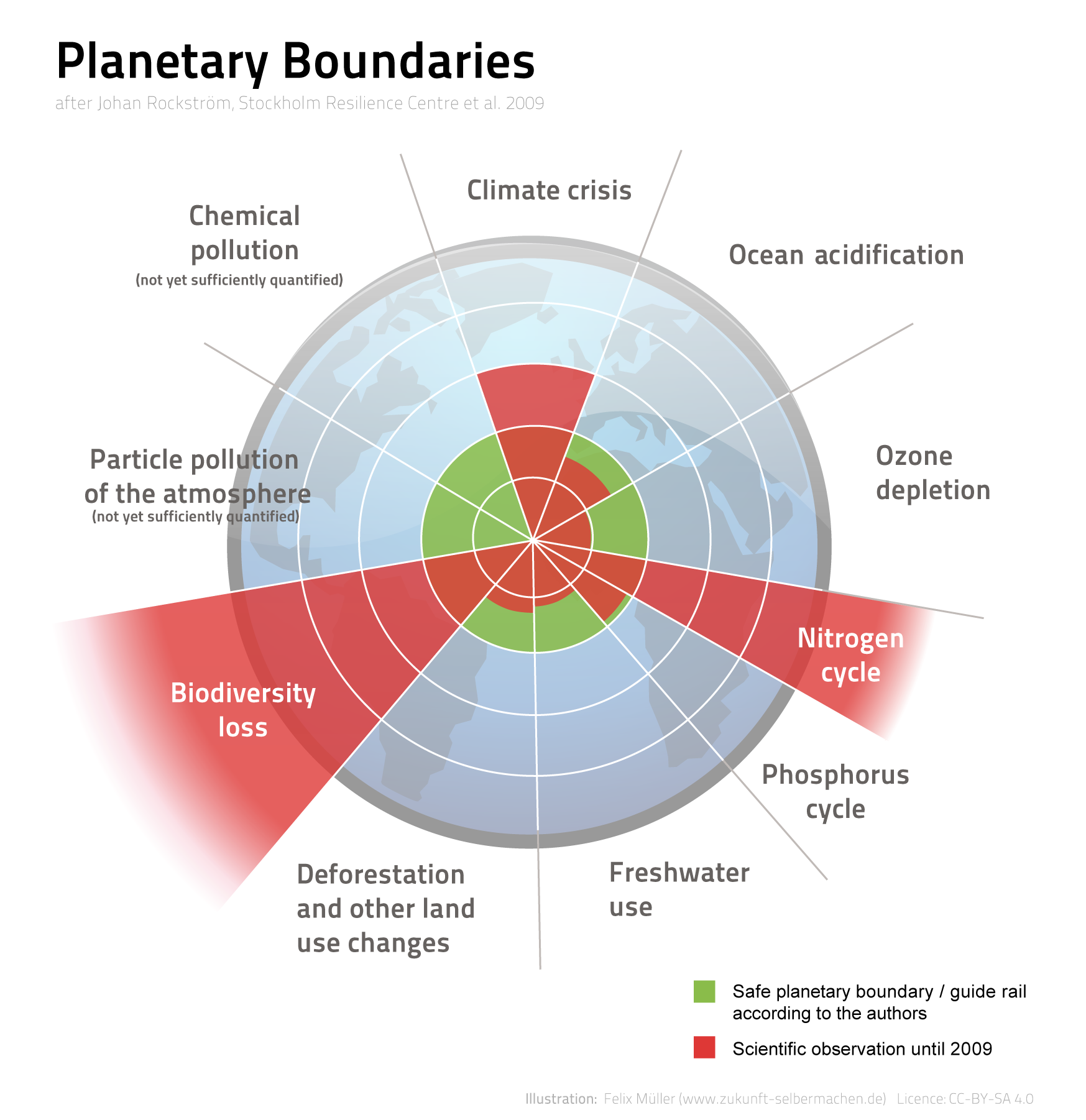
Les neuf limites planétaires selon le rapport de Rockström publié dans Nature en 2009,. Les zones en rouge représentent l'état actuel estimé et le cercle vert définit les limites estimées.

En 2009, une équipe internationale de vingt-six chercheurs, menés par Johan Rockström du Stockholm Resilience Centre (en) et Will Steffen de l'université nationale australienne, publie un article dans les revues Nature et Ecology and Society (en), dans lequel elle identifie neuf planetary boundaries (« limites planétaires ») à ne pas dépasser si l’humanité veut pouvoir se développer dans un écosystème sûr, c’est-à-dire évitant les modifications brutales, non-linéaires, potentiellement catastrophiques et difficilement prévisibles de l’environnement. Parmi ces chercheurs figurent notamment le climatologue James E. Hansen (directeur du Goddard Institute for Space Studies de la NASA, pionnier des recherches sur le changement climatique), Paul Josef Crutzen (prix Nobel de chimie 1995), le climatologue allemand Hans Joachim Schellnhuber (fondateur du Potsdam-Institut für Klimafolgenforschung et conseiller du gouvernement allemand et de la Commission européenne sur le réchauffement climatique) et le géographe belge Éric Lambin.
Les auteurs considèrent alors que les seuils sont dépassés pour trois des sept limites pour lesquelles ils proposent des valeurs limites, en matière de volume émis ou extrait de l’environnement :
1. Changement climatique : concentration atmosphérique en CO2 inférieure à 350 ppm et/ou une variation maximale de +1 W/m2 du forçage radiatif ;
2. Érosion de la biodiversité : taux d’extinction « normal » des espèces inférieur à dix espèces par an sur un million. Or, le taux actuel d’extinction planétaire serait cent à mille fois supérieur à l'échelle de la planète[9]. Ces disparitions ont des impacts majeurs sur les écosystèmes et sur les fonctions qui ne sont plus remplies par les espèces disparues ;
3. Perturbation des cycles biochimiques de l'azote et du phosphore : limite à la fixation industrielle et agricole de N2 à 35 Tg/an et apport annuel de phosphore aux océans inférieur à 10 fois le lessivage naturel du phosphore. La modification des cycles de l’azote et du phosphore contenu dans les sols résulte notamment de l’agriculture et de l’élevage intensifs. L’usage d’engrais et les déjections issues de l’élevage contribuent à perturber ces cycles indispensables au bon état des sols et des eaux. La limite était déjà atteinte pour l’azote en 2009.

Quatre limites planétaires n’ont pas encore été franchies à l'époque :
1. Modifications des usages des sols : maximum de 15 % de la surface de terres libres de glaces convertie en terres agricoles ;
2. Utilisation d’eau douce : inférieure à 4 000 km3/an de consommation des ressources en eaux de ruissellement ;
3. Diminution de la couche d'ozone stratosphérique : réduction inférieure à 5 % dans la concentration en ozone par rapport au niveau pré-industriel de 290 unités Dobson ;
4. Acidification des océans : taux moyen de saturation de l'eau de mer de surface en aragonite supérieur ou égal à 80 % du niveau pré-industriel.

Deux limites ne peuvent alors pas encore être quantifiées, par manque de données :
1. Pollution chimique ;
2. Concentration des aérosols atmosphériques.

Les auteurs insistent sur les interactions entre ces limites (synergies possibles). Le concept de « limites planétaires » permet de définir le planetary playing field  (« terrain de jeu planétaire ») dans les limites duquel l'humanité pourrait vivre en sécurité (du point de vue de la durabilité des ressources naturelles et des services écosystémiques.

### Actualisation de 2015

Limites planétaires telles que redéfinies en 2015.

En janvier 2015, les auteurs publient, dans Science, une actualisation de leurs travaux, qui introduit une hiérarchie entre les neuf limites en définissant la notion de « frontières planétaires centrales » (changement climatique et intégrité de la biosphère) et conclut que quatre limites planétaires sont alors dépassées, ou sur le point de l’être,, :
- changement climatique : la communauté scientifique internationale admet que, pour limiter l’ampleur du réchauffement climatique mondial à 2 °C d’ici 2100 (par rapport à 1990), la concentration atmosphérique en CO2 ne devrait pas dépasser une limite comprise entre 350 et 450 ppm (parties par million). Or, la concentration actuelle atteint depuis peu 400 ppm et les 450 ppm pourraient être dépassés si la croissance actuelle des émissions de gaz à effet de serre se poursuit ;
- érosion de la biodiversité : limite déjà dépassée en 2009 ;
- perturbation du cycle de l'azote : la limite était déjà atteinte en 2009 ;
- perturbation du cycle du phosphore : la limite est désormais franchie aussi pour le phosphore, avec cependant des variations importantes selon les régions.

L’analyse de la limite des modifications des usages des sols a été recentrée sur les processus de régulation naturelle du climat, via les échanges d’énergie, d’eau et de CO2 entre les sols et l’atmosphère. Les chercheurs s’intéressent plus particulièrement au rôle des forêts dans cette régulation et constatent que, pour continuer à profiter de leurs bénéfices, il faudrait accroître leurs superficies, notamment celles des forêts tropicales et boréales.
Trois autres limites planétaires n’étaient pas encore franchies en 2015 :
- utilisation d'eau douce ;
- diminution de la couche d'ozone stratosphérique ;
- acidification des océans.

La limite « pollution chimique », non quantifié dans l'article de 2009, est précisée. Elle correspond à la diffusion « d’entités nouvelles » dans l’environnement (molécules de synthèse, nanoparticules, radioisotopes…), qui peut avoir des conséquences biologiques et/ou géophysiques nocives. Plus de 100 000 substances entrant dans cette catégorie sont aujourd’hui commercialisées dans le monde, dont les impacts écotoxicologiques et environnementaux sont largement méconnus et probablement très complexes. Les chercheurs s’estiment donc incapables de fixer une limite planétaire pour ces substances, mais invitent à mieux les surveiller et, par précaution, à limiter leur usage autant que possible.
Les auteurs insistent sur la dimension systémique des impacts causés par le dépassement des limites planétaires. Ils insistent en particulier sur les risques liés au réchauffement climatique et à l’érosion de la biodiversité, deux limites fondamentales qui pourraient, si elles sont dépassées de manière substantielle et persistante, « entraîner le système terrestre vers un nouvel état » potentiellement destructeur, sinon pour la planète, au moins pour ses habitants. Ils rappellent aussi que l’interaction des limites entre elles ne doit pas être sous-estimée, de même que l’inertie des systèmes naturels. Par exemple, même si les émissions mondiales de gaz à effet de serre s’interrompaient demain, la concentration de ces gaz déjà émis dans l’atmosphère pourrait suffire à perturber durablement le climat.
Dans les documents récents, certaines limites présentent des sous-catégories. Le nombre des limites planétaires est ainsi ramené à neuf, bien que les graphiques en présentent davantage,.

## Prises en compte
Selon la Commission internationale de stratigraphie (ICS), membre de l'Union internationale des sciences géologiques (IUGS), les nouvelles entités (microplastiques, métaux lourds et radionucléides issus des tests d'armes thermonucléaires) pourraient accréditer la thèse de l'Anthropocène.

### Nations unies
Le Secrétaire général des Nations unies Ban Ki-moon entérine le concept de limites planétaires le 16 mars 2012, tout en présentant les points clés du rapport de son « Groupe de haut niveau sur la durabilité mondiale » à une session plénière informelle de l'Assemblée générale des Nations unies,.
Il déclare : « La vision du Groupe de haut niveau est d'éradiquer la pauvreté et de réduire l'inégalité, de rendre la croissance inclusive et la production et la consommation plus durables, tout en combattant le changement climatique et en respectant une série d'autres limites planétaires ». Le concept est incorporé dans la version initiale des conclusions de la Conférence des Nations unies sur le développement durable à convoquer à Rio de Janeiro du 20 au 22 juin 2012. L'utilisation du concept est ensuite retirée du texte de la conférence, en partie à cause de craintes de quelques pays pauvres que son adoption puisse mener à la mise à l'écart de la réduction de la pauvreté et du développement économique, mais aussi, selon des observateurs, « parce que l'idée est tout simplement trop nouvelle pour être adoptée officiellement et [a] besoin d'être soumise à la contestation, mûrie et retravaillée pour tester sa robustesse avant d'avoir une chance d'être acceptée internationalement aux négociations des Nations Unies ».
Selon un rapport du Bureau des Nations unies pour la réduction des risques de catastrophe United Nations Office for Disaster Risk Reduction (en) (UNDRR), l’humanité entre dans « une spirale d’autodestruction », en raison d’une « perception erronée des risques guidée par « l'optimisme, la sous-estimation et l'invincibilité », conduisant à des décisions politiques, financières et de développement qui exacerbent les vulnérabilités et mettent des vies en danger ». Le monde est sur le point d'entrer dans une « polycrise », où les crises mondiales qui gagnent en ampleur et en vitesse « semblent également se synchroniser ». Ainsi, le changement climatique, la perte de biodiversité et les nouvelles entités alimentent les crises humaines que sont les conflits pour les territoires et les ressources, les déplacements de population et les catastrophes naturelles.

### Union européenne
Cette approche est au cœur des démarches à l'origine du septième programme d’action pour l’environnement (2013-2020) de l’Union européenne : « Bien vivre, dans les limites de notre planète ».

### France

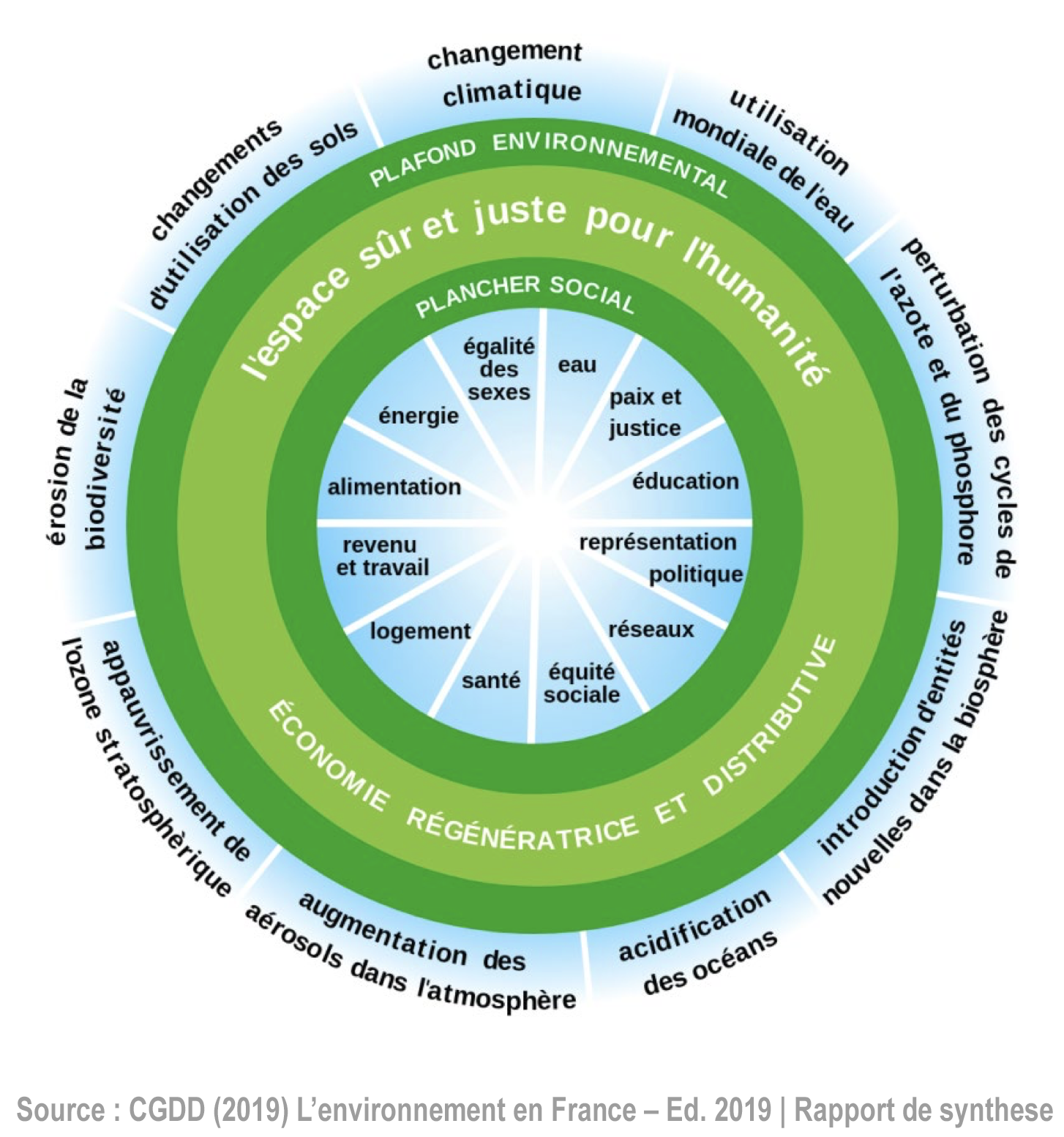
Schéma utilisé par le CGDD en 2019, inspiré du « concept du donut » des limites planétaires, qui vise à concilier amélioration des conditions de vie et respect de la biosphère. Il illustre deux frontières à ne pas franchir pour conserver les conditions d’un « bien vivre » : une frontière « plancher », qui est celle des besoins humains de base, et une frontière « plafond » correspondant aux limites de destruction/exploitation de l'environnement.

En 2019, dans sa deuxième partie, le rapport L'environnement en France, publié par le Commissariat général au développement durable (CGDD) a repris le concept de neuf limites planétaires. Le rapport précise que la notion d'empreinte inclut les effets différés hors du territoire, par exemple en France une « déforestation importée » liée aux importations de matières premières agricoles et forestières s’élevant à 14,8 millions d'hectares en 2016.

### Suisse
Le 21 février 2023, les Jeunes verts déposent une initiative populaire fédérale pour demander d'inscrire dans la constitution l'obligation pour l'économie de respecter les limites planétaires, soutenue par Les Verts, le PS et la Jeunesse socialiste,,. Les Suisses votent à 70 % contre cette initiative. Le « non » l'a emporté dans tous les cantons. Pour le Tagesanzeiger, l'initiative n'avait aucune chance d'aboutir sans au moins le soutien du centre.

## Élargissement du concept

### Limites planétaires et seuils de bien-être social
En 2012, l'économiste Kate Raworth propose d'ajouter à ces limites naturelles planétaires, extérieures (« plafond »), des limites intérieures (« plancher »), correspondant aux besoins humains essentiels pour le bien-vivre. Elle liste onze nécessités ou dimensions de vie distinctes, formant le « plancher social ». Les limites planétaires et les dimensions de vie peuvent être représentées en un anneau et former une grille d'analyse (utilisée par la France en 2019) pour étudier les interactions entre état de l'environnement et besoins humains.

### Science du système Terre élargie aux sciences sociales

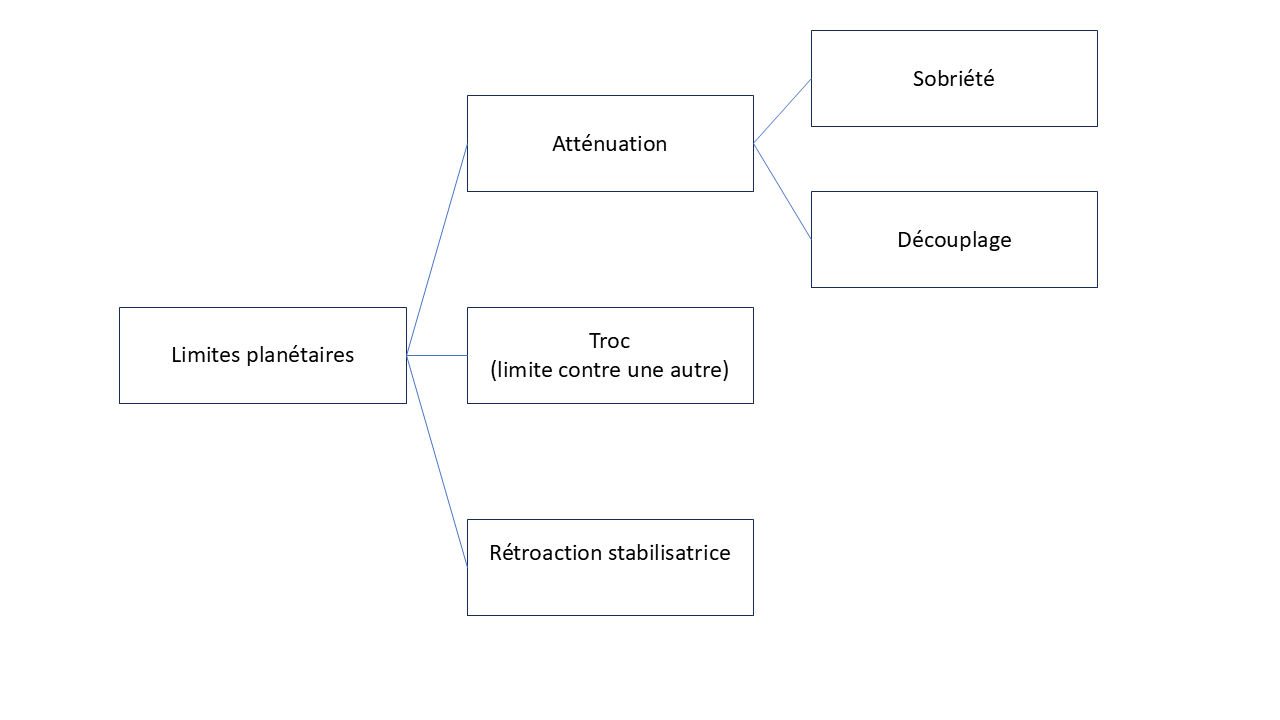
Moyen pour freiner le franchissement des limites planétaires. La sobriété et le découplage concourent à l'atténuation.

Pour le spécialiste de la science du système Terre Tim Lenton, le concept de limites planétaires fait l'objet d'un consensus, même si les valeurs de ces limites sont encore discutées. La conscience humaine est une propriété entièrement nouvelle du système Terre. Jusqu'à présent, les rétroactions stabilisatrices (négatives) comme déstabilisatrices (positives) ont fonctionné sans conscience. Il est maintenant possible d'introduire une rétroaction consciente, « téléologique », dans le système Terre. Dès lors, l'observation devient essentielle en ce qu'un système qui perd en stabilité se caractérise par une plus grande sensibilité aux perturbations. On peut atténuer la cause de la déstabilisation, opérer des arbitrages entre les limites (par exemple nucléaire et radioéléments au lieu du dioxyde de carbone) ou renforcer les rétroactions stabilisatrices (par exemple la géoingénierie). L'économie est à prendre en compte : « la théorie de l'évolution nous apprend que la coopération est notoirement instable, parce qu'elle est sujette à des tricheries de la part des passagers clandestins qui profitent des avantages sans contribuer aux coûts ». Il conviendrait maintenant d'inclure les sciences sociales dans le système Terre.

### Vidéographie
- [vidéo] La terre s'épuise ; six limites planétaires déjà franchies, diffusé par TF1 à l'occasion de la COP 29 sur le climat.
- [vidéo] Les limites du système terre : changement climatique et biodiversité et Les limites planétaires : autres changements globaux, Dominique Bourg (intervenant), 12 octobre 2016, sur Canal-uved, édité par la Fondation Maison des sciences de l'homme et le ministère de l’Enseignement supérieur et de la Recherche (consulté le 15 septembre 2022).